# Imperi Huari
L'Imperi Huari va ser una formació política que va sorgir prop de l'any 600 en la serra central del Perú i es va prolongar durant uns 500 anys, fins a l'any 1100. Va funcionar al mateix temps que la cultura Tiwanaku i en un moment es va pensar que s'havia derivat d'ella. El 2008 els arqueòlegs van trobar una ciutat prehistòrica, les ruïnes del nord de Huari, també anomenat Cerro Pátapo, a prop de l'actual Chiclayo. La troballa va ser la primera de mostrar un extens assentament relacionat amb la cultura Huari tan al nord i demostrar que tenien un llarg lapse d'influència.

## Debat sobre l'«imperi»
Alguns especialistes debaten si les comunitats Huari es poden nomenar-se «imperi». Per exemple, l'arqueòloga Ruth Shady ha suggerit que la societat podria ser considerada com una xarxa econòmica de diversos centres Huari.
Els estudiosos que sostenen que la societat constituïa un imperi inclouen William Isbell, Katherine Schreiber i Luis Lumbreras. Remarquen la construcció d'una extensa xarxa de carreteres que uneixen les ciutats de província, així com la construcció d'una arquitectura complexa i característica en els seus principals centres, alguns dels quals van ser força extensos. Els líders van haver de planificar i organitzar projectes de grans quantitats de mà d'obra per portar a terme aquest tipus de projectes.
La descoberta a començaments de l'any 2013 d'una, tomba reial imperial sense haver estat excavada], El Castell de Huarmey, proporciona evidència de la riquesa material i el poder polític exercit pels huaris durant segles. La descoberta de tres cossos de dones reials i la seva riquesa de funerària, a més a més dels seixanta cossos d'acompanyants demostra una cultura amb la suficient riquesa, poder polític i administratiu per proporcionar veneració estesa als morts reials.

## Relacions polítiques
L'imperi Huari va ser un estat de segona generació de la regió andina; juntament amb Tiwanaku havien estat precedits per la primera generació mochica. En expandir-se per aconseguir noves entitats polítiques, l'imperi Huari va practicar una política de permetre als líders locals, del territori acabat de conquistar, mantenir el control de la seva zona si estaven d'acord a unir-se a l'imperi Huari i obeir els seus mandats. Els huari van requerir mà d'obra de Mit'a - treball públic no recíproc per a l'estat - dels seus súbdits com una forma de tribut. Els treballadors Mit'a van participar en la construcció d'edificis a la capital, Huari, i a les províncies.
La relació política entre els imperis Huari i Tiwanaku ha estat comparada per l'arqueòleg Joyce Marcus amb la dels Estats Units i la Unió Soviètica durant la Guerra Freda: els dos imperis no van entrar en guerra uns contra d'altres per temor a la destrucció mútua. Els dos imperis es van reunir a Moquegua, on les poblacions Huari i Tiwanaku van coexistir sense conflictes.

## Administració
Mentre que els huaris probablement tenien poder organitzatiu i administratiu significatiu, no queda clar quins fan bancals els orígens de les seves formes polítiques i artístiques. Noves evidències suggereixen que en lloc de ser el resultat de Tiwanaku que es difonen cap al nord, les formacions ideològiques Huari i Tiwanaku poden ser traçades en els esdeveniments anteriors a Pukara, una cultura del període intermedi primerenc al nord del llac Titicaca. El sistema de govern sembla haver sobreviscut fins prop de l'any 1100, quan va desaparèixer, probablement com a resultat del canvi mediambiental com de les tensions sociopolítiques internes.